# 법창을 울린 옥이
"법창을 울린 옥이"는 1966년 공개된 대한민국의 영화이다.

## 배역
- 문희
- 최무룡
- 김운하
- 주증녀
- 최남현
- 박암
- 김석훈
- 이상사
- 정애란
- 박옥초
- 나정옥
- 한유창